# غویریه
شهرداری غویریه (به عربی: منطقة الغویریة) یکی شهرداری‌های در کشور قطر واقع شده‌است. جمعیت این شهرداری ۴٫۸۳۴ نفر است.